# Hoplitis albifrons
Hoplitis albifrons är en biart som först beskrevs av Kirby 1837. Den ingår i släktet gnagbin och familjen buksamlarbin.

## Utbredning
Utbredningsområdet omfattar stora delar av Nordamerika med, framför allt i USA, betoning på den västligare delen: Från sydöstra Alaska över Kanada, där den finns från Hudson Bay till Nova Scotia, till Maine i nordöstra USA. I västra USA finns arten från Washington, Oregon och Kalifornien österut från Montana och South Dakota i norr till Arizona, New Mexico och Texas i söder.

## Beskrivning
Hoplitis albifrons har svart grundfärg och en kroppslängd på 11 till 13 mm hos honan, omkring 9 mm hos hanen. Huvudet är avlångt, och vingarna lätt rökfärgade utom den innersta, klara delen, och med brunsvarta ribbor. Även vingfästena är mycket mörkt bruna. Mandiblerna har fyra tänder vardera hos honan, två hos hanen. Hos honan är behåringen riklig och ljus kring antennerna, annars mörkare på resten av huvud och mellankropp. På bakkroppen har tergiterna 1 och delvis 2 ljus behåring, 3 till 6 svart. Hårborsten på buken som används för att samla in pollen, kallad scopa, är även den svart. Underarterna H. a. argentifrons och H. a. maura skiljer sig från nominatunderarten (H. a. albifrons) på att honan hos den förstnämnda har svart behåring utom på delar av huvud och mellankropp, samt åtminstone på tergiterna 2 och 3. Honan hos H. a. maura har helsvart behåring. Hanen hos alla tre underarterna har nästan ingen behåring alls på bakkroppen.

## Taxonomi
Catalogue of Life anger inga underarter. Många auktoriteter anser emellertid att arten har tre underarter: Nominatunderarten Hoplitis albifrons albifrons, Hoplitis albifrons argentifrons och Hoplitis albifrons maura. H. a. argentifrons och H. a. maura förekommer båda i Kalifornien. Nominatunderarten, H. a. albifrons, upptar den resterande delen av utbredningsområdet.

## Ekologi
Arten är polylektisk, den flyger till blommande växter från ett stort antal familjer, som oleanderväxter, korgblommiga växter, strävbladiga växter, korsblommiga växter, kaktusväxter, kaprisväxter, kaprifolväxter, vindeväxter, fetbladsväxter, ljungväxter, ärtväxter, gentianaväxter, näveväxter, kransblommiga växter, liljeväxter, malvaväxter, dunörtsväxter, vallmoväxter, tallväxter, blågullsväxter, slideväxter, rosväxter och flenörtsväxter. Flygtiden varar från maj till augusti.
Som alla gnagbin är arten solitär, honan svarar själv för bobyggnaden och omsorgen om avkomman.

## Bildgalleri

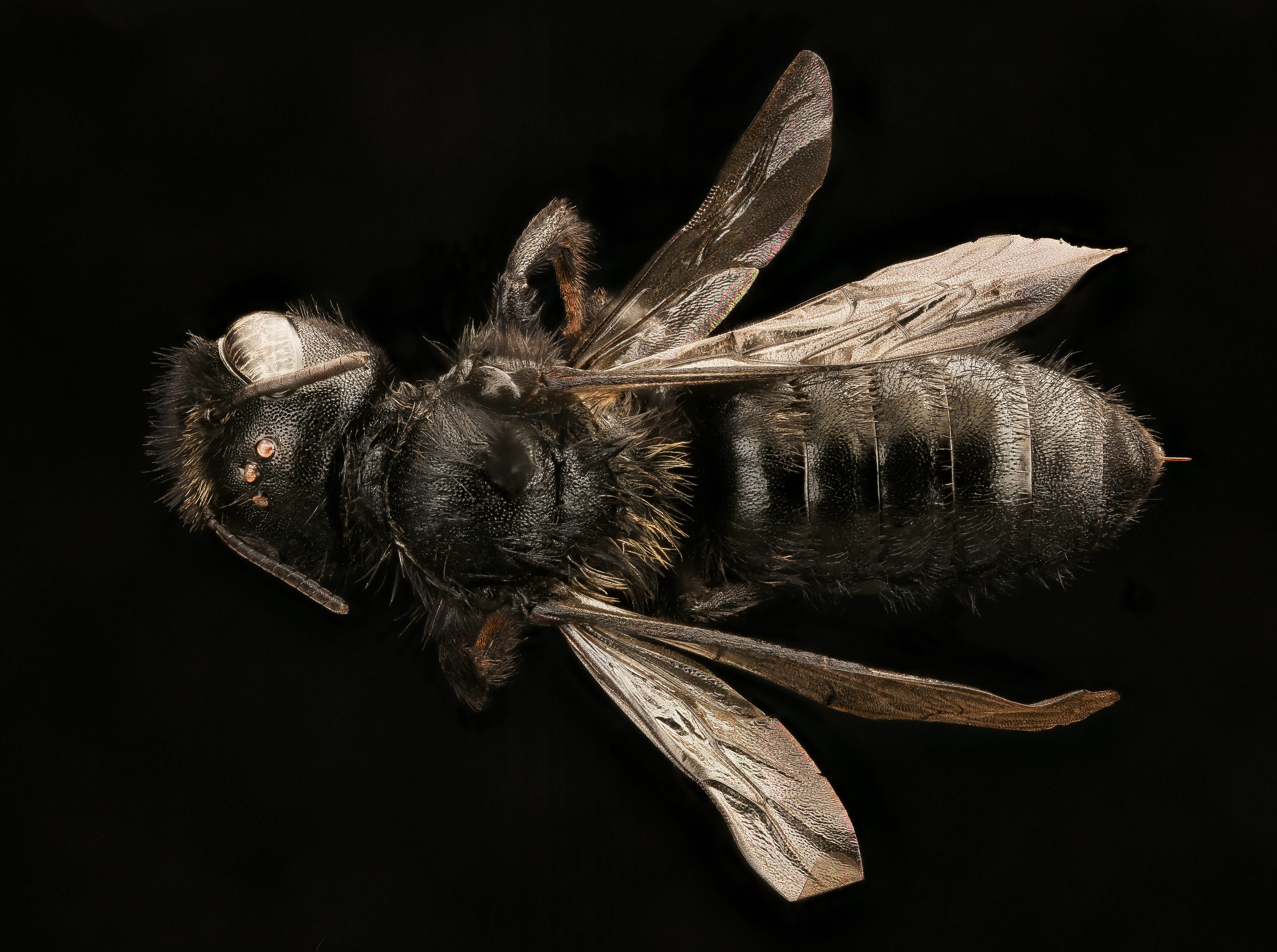
Hona, ryggsida.
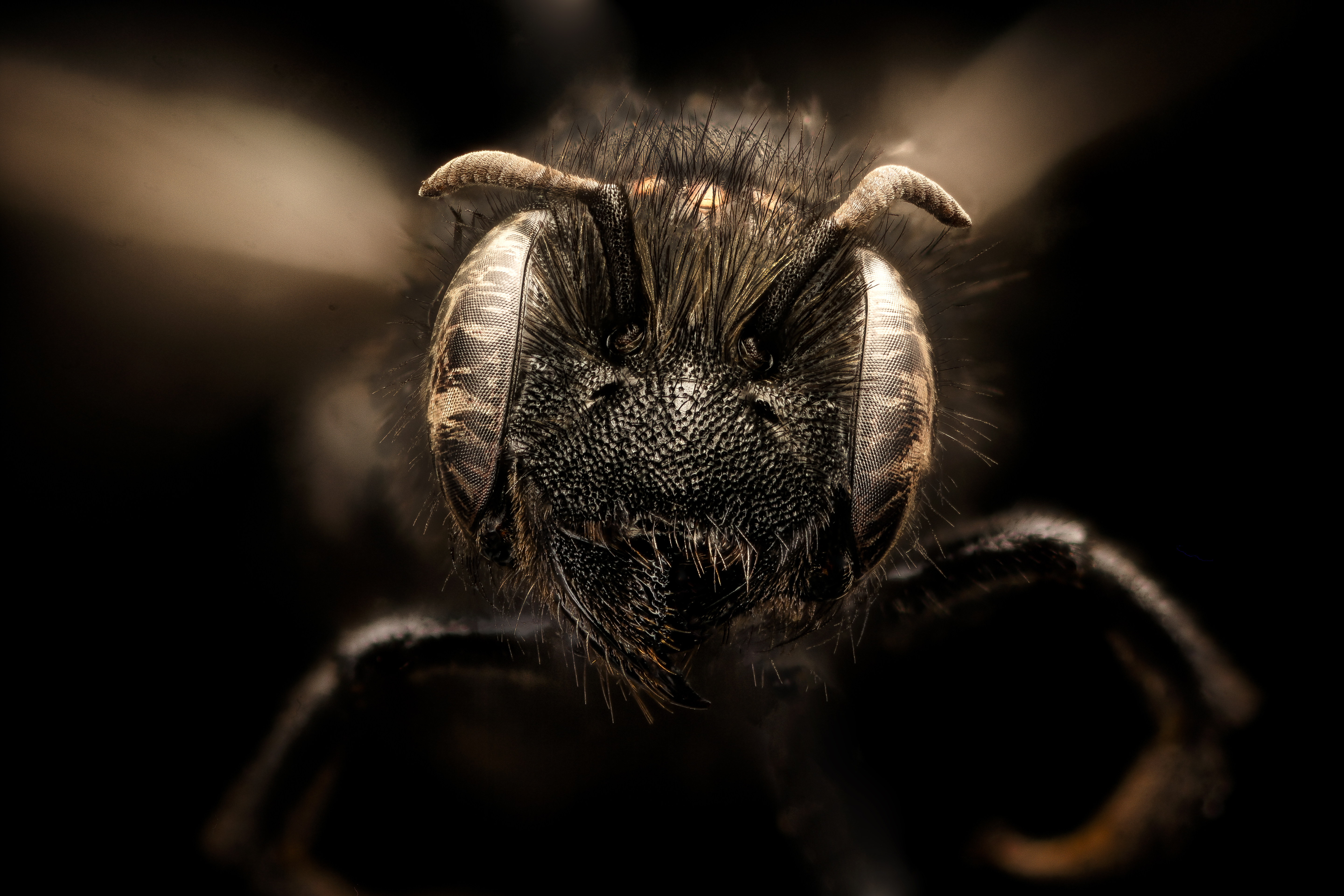
Hona, ansikte.